# На суше и на море (альманах)
«На су́ше и на мо́ре» — художественно-географический ежегодный альманах, выпускавшийся издательством «Географгиз» (с 1963 года — издательством «Мысль») с 1960 по 1992 год.

## История
В альманахе публиковались повести, рассказы и очерки о жизни народов Советского Союза и зарубежных стран, художественные описания природы Земли, зарисовки из жизни животного мира, этнографические записки о жизни коренных и малочисленных народностей Сибири и Крайнего Севера, а также народов Азии, Африки, Северной и Южной Америки, Австралии и Океании, рассказы из истории географических исследований, приключенческая литература, научная фантастика советских и зарубежных авторов, научно-популярные статьи.
Заметное место в выпусках 1960-х — первой половины 1980-х годов занимали также очерки советских журналистов, посвящённые трудовым подвигам геологов, геодезистов, ударникам комсомольских строек, сотрудничеству СССР со странами Азии, Африки, Латинской Америки, выбравшими социалистический путь развития, или европейскими странами «народной демократии». 
Периодически в сборниках публиковались сокращенные варианты или отдельные главы из отечественных и зарубежных научных и научно-популярных изданий по зоологии, географии, истории, археологии, этнографии и пр.
В редколлегию альманаха в разное время входили писатели-фантасты И. А. Ефремов, А. П. Казанцев, С. А. Абрамов, В. И. Пальман, геолог С. В. Обручев, географы М. Б. Горнунг, И. М. Забелин, М. Э. Аджиев, зоолог С. М. Успенский, историк и археолог В. И. Гуляев и др.